# Ivan Rektor
Ivan Rektor (* 5. listopadu 1948 Levoča) je slovenský neurolog (klinický neurofyziolog), od roku 1992 byl přednostou I neurologické kliniky Fakultní nemocnici u sv. Anny v Brně a Lékařské fakulty Masarykovy univerzity. Kliniku vedl do roku 2012. Zabývá se mj. tím, jak mozek vnímá hudbu.

## Život
V letech 2006–2011 byl prorektorem Masarykovy univerzity pro rozvoj, od r. 2007 působí ve Středoevropském technologickém institutu – CEITEC (vedoucí výzkumné skupiny Molekulární a funkční neurozobrazování). V říjnu 2010 se stal členem (korespondentem) Americké neurologické asociace (jako první český vědec).